# Театр имени М. Горького
Национальный академический драматический театр имени Максима Горького в Минске.

## История
История создания театра начинается с начала 1930-х годов, когда в Бобруйске в 1932 году на базе труппы странствующих актёров под руководством Владимира Кумельского открылся Государственный русский драматический театр БССР. В 1935—1941 годах театр работал в Могилёве. В 1939 году труппа пополнилась выпускниками Ленинградского театрального училища.
В конце 1940 года было принято решение о переводе театра в Минск, но этому помешала война. В 1943 году театр восстановлен как фронтовой с базой в Москве. С апреля 1945 года — в Гродно, с июля 1947 года — в Минске. В 1955 году театру присвоено имя Максима Горького.
По состоянию на 19 февраля 2025 года театральная труппа состоит из 44 человек (из которых 3 – это музыканты театра).
С июля 2024 года здание театра находится на капитальном ремонте, который займет минимум полтора года. Театр работает на нескольких арендованных площадках: Республиканский дворец культуры профсоюзов, Центральный Дом офицеров (спектакли на большой сцене); показ спектаклей малой сцены проходит в КЗ "Минск"( малый зал).  
19 ноября 2024 года театр собрал весь концертный зал Дворца Республики вместимостью в 1337 человек, став первым театром в Беларуси, который смог такое количество зрителей в одном месте.

## Здание

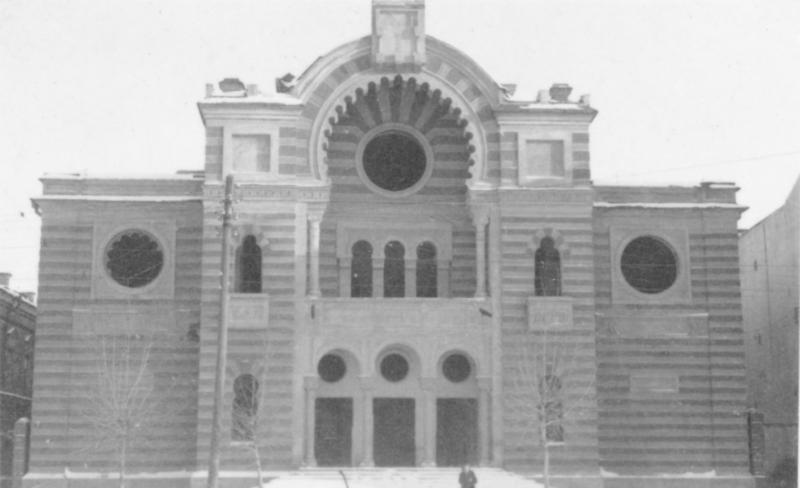
Здание хоральной синагоги до его реконструкции

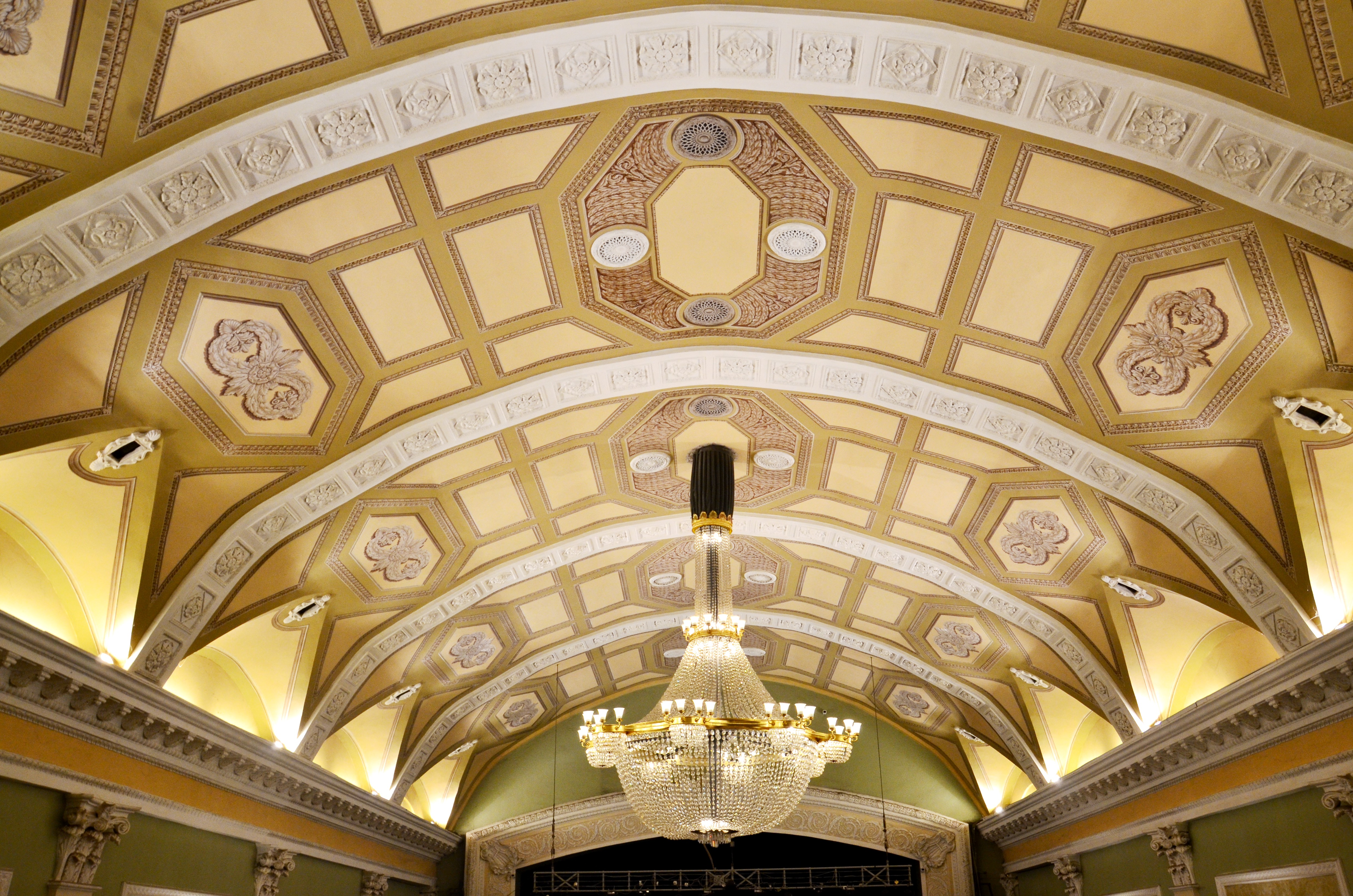
Интерьер театрального зала

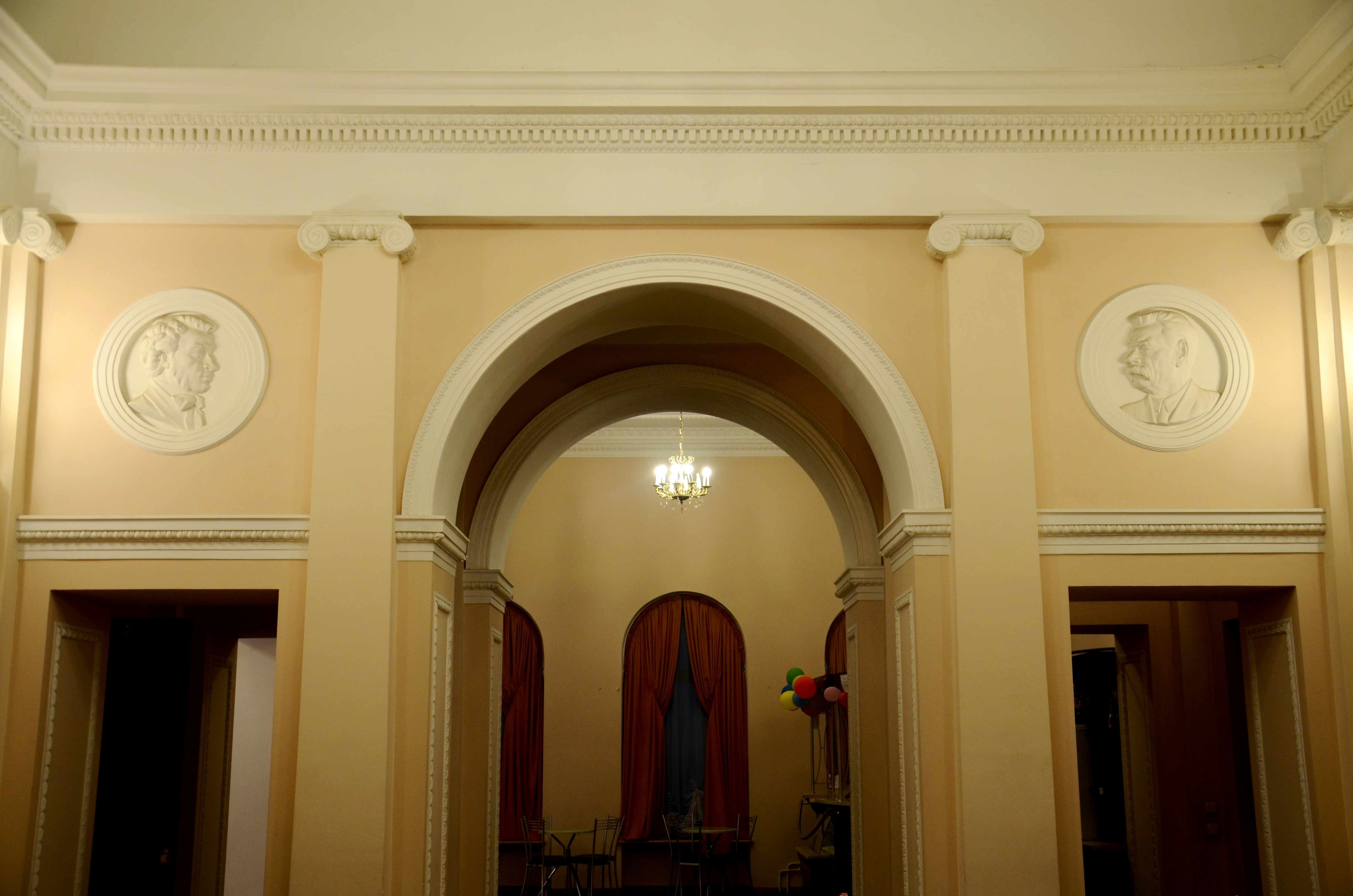
Интерьер холла второго этажа

На сегодняшний день театр занимает здание хоральной синагоги, построенное в 1906 году. Здание было возведено в мавританском стиле. Средства на возведение синагоги выделила многочисленная еврейская община города.
После революции здание синагоги было национализировано. В 1923 году в здании разместился Национальный еврейский театр БССР, где проводились лекции, съезды, демонстрировались фильмы. Позже здесь разместился Дом культуры секретариата ЦИК имени М. В. Фрунзе.
В ноябре 1926 года здание было передано в пользование созданной организации «Белгоскино». Вскоре здесь открылся кинотеатр «Культура» — один из самых крупных в то время в Беларуси. Зрительный зал «Культуры» (первоначально хоральный зал) славился хорошей акустикой. Знаменитые певцы и артисты (Владимир Маяковский, Леонид Утёсов, Сергей Лемешев и другие) предпочитали выступать во время гастролей именно там.
После Великой Отечественной войны здание кинотеатра было перестроено для Русского театра.

## Репертуар
Центральное место в его афише занимала русская классика: «Мещане», «Дети солнца», «Васса Железнова» М. Горького, «Оптимистическая трагедия» В. Вишневского «Власть тьмы» Л. Толстого, «Ревизор» Н. Гоголя, «Поднятая целина» М. Шолохова, «Маскарад» М. Лермонтова, «Три сестры» и «Дядя Ваня» А. Чехова, «Любовь Яровая» К. Тренёва. В 1994 году за высокие достижения в области сценического искусства Государственному русскому драматическому театру имени М. Горького было присвоено почётное звание «Академический». А в 1999 году — звание «Национальный».

## Главные режиссёры, художественные руководители
- А. Донатти (Адольф Яковлевич Баранов) (1936—1938)
- Дмитрий Орлов (1939—1941, 1944—1948)
- С. Владычанский (1948—1952)
- В. Фёдоров (1952—1958)
- Б. Докутович (1958—1960)
- М. Спивак (1960—1964)
- А. Добротин (1966—1971)
- Фёдор Шейн (1969—1971)
- Борис Луценко (1974—1981)
- Борис Глаголин (1981—1983)
- Валерий Маслюк (1983—1990)
- Борис Луценко (1991—2008)
- Сергей Ковальчик (с 2008)

## Текущий репертуар театра
Большая сцена:
1. Александр Островский «Opus 40. Бесприданница», режиссер-постановщик – Сергей Ковальчик
2. Александр Дюма «Граф Монте-Кристо»(рок-опера), режиссер-постановщик – Сергей Ковальчик (премьера состоялась в 2022 году)
3. Александр Грибоедов «Горе от ума», режиссер-постановщик – Сергей Ковальчик
4. По мотивам произведения Авксентия Цагарели Владимир Константинов и Борис Рацер –  «Проделки Ханумы" (музыкальная комедия), режиссер-постановщик – Сергей Ковальчик
5. Фёдор Достоевский «Идиот», режиссёры-постановщики – Стево Жигон, Ивана Жигон (Сербия)
6. Фёдор Достоевский «Братья Карамазовы», режиссер-постановщик – Сергей Ковальчик
7. Иван Тургенев «Месяц в деревне», режиссер-постановщик – Ольга Клебанович
8. Александр Володарский «Селфи со Склерозом», режиссёр-постановщик – Мария Матох
9. Жан-Батист Мольер «Одураченный муж», режиссер-постановщик – Сергей Ковальчик
10. Уильям Шекспир «Укрощение строптивой», режиссер-постановщик – Валентина Еренькова
11. Уильям Шекспир «Двенадцатая ночь», режиссер-постановщик – Сергей Ковальчик
12. Дэвид Кристнер «Знойные мамочки», режиссер-постановщик – Сергей Ковальчик
13. Лора Каннингем «Девичник», режиссер-постановщик – Валентина Еренькова
14. По мотивам трагедии Иоганна Гёте Фауст. Сделка с дьяволом, режиссер-постановщик – Дэвид Разумов (премьера состоялась в 2023 году)
15. Леонид Андреев «Анфиса», режиссер-постановщик – Валентина Еренькова (премьера 25 февраля 2024 года)
16. По мотивам одноимённого произведения Михаила Лермонтова «Маскарад», режиссер-постановщик – Дэвид Разумов (премьера 5 апреля 2024 года)
17. Галина Злобенко «Горький хлеб», режиссер-постановщик – Сергей Ковальчик (премьера 4 мая 2024 года)
18. Василь Дранько-Майсюк «Песняр»(в жанре мюзикла), – театральная версия Алексея Еренькова. Показ данного спектакля проходит несколько раз в год.

Малая сцена:
- Елена Минчукова «Эдип», режиссер-постановщик – Борис Луценко
- Лев Толстой «Крейцерова соната», режиссер-постановщик – Мария Матох
- Александр Пушкин "Пиковая дама"(мистический фарс), режиссер-постановщик,оформление- Ольга Борисовец, художественный руководитель- Сергей Ковальчик (премьера 14 апреля 2024 года)

Для детей:
- Александр Пушкин «Сказки Пушкина»(«Сказка о рыбаке и рыбке» и «Сказка о попе и его работнике Балде»), режиссер-постановщик – Сергей Ковальчик
- По мотивам русских народных сказок «По щучьему веленью», режиссер- постановщик – Сергей Ковальчик
- Тамара Габбе «Волшебные кольца Альманзора», режиссер-постановщик – Сергей Ковальчик

## Награды
- Орден Трудового Красного Знамени (8 декабря 1982 года) — за заслуги в развитии советского театрального искусства[5].
- Специальная премия Президента Республики Беларусь (30 декабря 2015 года) — за значительный вклад в сохранение национальных культурных традиций, создание на высоком художественном уровне спектакля «Песняр»[6].
- Гран-при XXI Международного театральный форума «Золотой Витязь» (Москва, 2023) - за спектакль «Идиот» по роману Фёдора Достоевского[7][8]
- победа в 3 номинациях II Национальной театральной премии (18 ноября 2023 года):

– рок-опера «Граф Монте-Кристо» – в номинации «Лучший спектакль в жанре оперетта, музыкальная комедия, мюзикл»,
– заслуженный артист Республики Беларусь Руслан Чернецкий («Граф Монте-Кристо») в номинации «Лучшая мужская роль» в секции «Музыкальный театр»,
– спектакль «Идиот» – в номинации «Лучший спектакль театра драмы
- Специальная премия Президента Республики Беларусь деятелям культуры и искусства (19 декабря 2023 года) — за значительный вклад в сохранение и популяризацию славянской культуры, реализацию совместных белорусско-сербских творческих проектов[10].
- Почётная грамота Совета Министров Республики Беларусь (20 декабря 2002 года) — за большие творческие достижения в театральном искусстве, значительный вклад в дело нравственного и эстетического воспитания трудящихся республики, военно-шефскую деятельность и в связи с 70-летием со времени основания[11].
- Почётная грамота Совета Министров Республики Беларусь (29 ноября 2017 года) — за значительный вклад в развитие национального театрального искусства[12].
- Почётная грамота Национального собрания Республики Беларусь (18 декабря 2002 года) — за заслуги в реализации социальной политики, большой вклад в развитие национальной культуры Республики Беларусь и в укрепление межгосударственных связей[13].